# 4 octobre en sport
4 septembre 4 novembre
Chronologies thématiques
- Croisades
- Ferroviaires
- Disney

Le 4 octobre (277e jour de l'année ou le 278e en cas d'année bissextile) en sport.

## Événements

### XIXesiècle
- 1867 :
  - (Baseball) : les Philadelphia Excelsiors s’imposent face aux Brooklyn Uniques en finale du premier championnat de baseball américain réservé aux joueurs noirs. L’esclavage a bien été aboli aux États-Unis après la guerre de Sécession, mais le cloisonnement noir/blanc qui se met alors en place ne permet même pas aux joueurs noirs de jouer au baseball dans des clubs « blancs » comme le confirme les décisions prises par la NABBP le 16 octobre et le 9 décembre[1].
- 1873 :
  - (Football canadien) : fondation du club d'Argonauts de Toronto
  - (Golf) : Tom Kidd remporte l'Open britannique à l'Old Course de St Andrews[2].
- 1878 :
  - (Golf) : Jamie Anderson remporte l'Open britannique à Prestwick[2].

### XXesièclede1901à1950
- 1920 :
  - (Football) : fondation du Club africain (Tunisie)

### XXesièclede1951à2000
- 1958 :
  - (Athlétisme) : Iolanda Balaş porte le record du monde féminin du saut en hauteur à 1,82 mètre.
- 1964 :
  - (Formule 1) : Grand Prix automobile des États-Unis.
- 1970 :
  - (Formule 1) : Grand Prix automobile des États-Unis.
- 1983 :
  - (Automobile) : à Black Rock Desert, Richard Noble établit un nouveau record de vitesse terrestre : 1 019,47 km/h.

### XXIesiècle
- 2007 :
  - (Escrime) : à Saint-Pétersbourg, l'italienne Valentina Vezzali bat en finale du fleuret féminin des championnats du monde sa compatriote Margherita Granbassi. Elle remporte ainsi son cinquième titre de championne du monde et rejoint dans le tableau des honneurs les Russes Alexandre Romankov et Stanislav Pozdniakov.
- 2009 :
  - (Formule 1) : Grand Prix du Japon.
- 2020 :
  - (Cyclisme sur route)
    - (Tour d'Italie) : sur la 2e étape du Tour d'Italie qui se déroule entre Alcamo et Agrigente, sur une distance de 149 km, victoire de l'Italien Diego Ulissi. Son compatriote Filippo Ganna conserve le maillot rose.
    - (Classique ardenaise) : la 106e édition de la doyenne des classiques a lieu ce jour en raison de la pandémie du covid-19. C'est le Slovène Primož Roglič qui s'impose au sprint devant le Suisse Marc Hirschi et l'autre Slovène Tadej Pogačar. Sur l'édition féminine, c'est la Britannique Elizabeth Deignan qui s'impose devant l'Australienne Grace Brown et la Néerlandaise Ellen van Dijk.

## Naissances

### XIXesiècle
- 1858 :
  - Léon Serpollet, pilote de courses automobile, homme d'affaires et ingénieur français. († 1er février 1907).
- 1882 :
  - Oskar Nielsen, footballeur danois. Médaillé d'argent aux Jeux de Londres 1908 puis aux Jeux de Stockholm 1912. (14 sélections en équipe nationale). († 18 mai 1941).
- 1884 :
  - Ken Mallen, hockeyeur sur glace canadien. († 23 avril 1930).
- 1888 :
  - Oscar Mathisen, patineur de vitesse norvégien. Champion du monde toutes épreuves de patinage de vitesse 1908, 1909, 1912, 1913 et 1914. Champion d'Europe toutes épreuves de patinage de vitesse 1909, 1912 et 1914. († 10 avril 1954).
- 1889 :
  - John Kelly, rameur puis homme d'affaires américain. Champion olympique du skiff et du deux de couple aux Jeux d'Anvers 1920 puis champion olympique du deux de couple aux Jeux de Paris 1924. († 20 juin 1960).

### XXesièclede1901à1950
- 1919 :
  - Erich Schanko, footballeur allemand. (14 sélections en équipe nationale). († 14 novembre 2005).
- 1921 :
  - Maurice De Muer, cycliste sur route français. († 4 mars 2012).
- 1928 :
  - Torben Ulrich, joueur de tennis puis musicien de jazz danois. († 21 décembre 2023).
- 1931 :
  - Basil D'Oliveira, joueur de cricket sud-africain puis anglais. (44 sélections en test cricket avec l'équipe d'Angleterre). († 19 novembre 2011).
- 1932 :
  - Hal Patterson, joueur de football canadien américain. († 21 novembre 2011).
- 1934 :
  - Zbigniew Pietrzykowski, boxeur polonais. Médaillé de bronze aux Jeux de Melbourne 1956, médaillé d'argent aux Jeux de Rome 1960, médaillé de bronze aux Jeux de Tokyo 1964. († 19 mai 2014).
  - Charlie Hurley, footballeur et entraîneur irlandais. († 22 avril 2024).
- 1940 :
  - Vic Hadfield, hockeyeur sur glace canadien.
- 1944 :
  - Tony La Russa, joueur de baseball puis dirigeant sportif américain.
- 1948 :
  - Owen Davidson, joueur de tennis australien. († 12 mai 2023).

### XXesièclede1951à2000
- 1952 :
  - Anita DeFrantz, rameuse puis dirigeante sportive américaine. Médaillée de bronze en huit aux Jeux de Montréal 1976. Membre du CIO depuis 1985.
- 1955 :
  - Jorge Valdano, footballeur puis entraîneur et directeur sportif argentin. Champion du monde de football 1986. Vainqueur de la Coupe UEFA 1985 et Coupe UEFA 1986. (23 sélections en équipe nationale).
- 1963 :
  - A.C. Green, basketteur américain.
  - Bogusław Klozik, lutteur polonais.
- 1964 :
  - Yvonne Murray, athlète de demi-fond et de fond britannique. Médaillée de bronze du 3 000 m aux Jeux de Séoul 1988. Championne d'Europe d'athlétisme du 3 000 m 1990.
- 1965 :
  - Cécile Odin, cycliste sur route française. Championne du monde de cyclisme sur route du contre la montre par équipes 1991.
- 1968 :
  - Rachid el-Basir, athlète de demi-fond marocain. Médaillé d'argent du 1 500 m aux Jeux de Barcelone 1992.
- 1976 :
  - Danilo Ikodinović, poloïste yougoslave puis serbe. Médaillé de bronze aux Jeux de Sydney 2000 puis médaillé d'argent aux Jeux d'Athènes 2004. Champion du monde de water-polo 2005.
- 1979 :
  - Björn Phau, joueur de tennis allemand.
  - Tom Whitaker, surfeur australien.
- 1980 :
  - Sarah Fisher, pilote de courses automobile américaine.
  - Ludivine Furnon, gymnaste française. Médaillée de bronze au sol aux Championnats du monde de gymnastique artistique 1995. Championne d'Europe gymnastique artistique au sol 2000.
  - James Jones, basketteur américain.
  - Tomáš Rosický, footballeur tchèque. (105 sélections en équipe nationale).
- 1981 :
  - Justin Williams, hockeyeur sur glace canadien. Champion du monde de hockey sur glace 2004 et 2007.
- 1982 :
  - Grégory Christ, footballeur français.
  - Martin Prokop, pilote de rallye-raid tchèque.
  - Jered Weaver, joueur de baseball américain.
- 1983 :
  - Abdellah Idlaasri, joueur international néerlandais de futsal.
  - François van der Merwe, joueur de rugby à XV sud-africain.
  - Kurt Suzuki, joueur de baseball américain.
- 1985 :
  - Julien Simon, cycliste sur route français.
- 1986 :
  - Bárbara Arenhart, handballeuse brésilienne. Championne du monde de handball féminin 2013. Victorieuse de la Coupe d'Europe des vainqueurs de coupe de handball féminin 2013. (106 sélections en équipe nationale).
  - Justine Mettraux, navigatrice et skipper suisse.
  - Anthony Smith, basketteur américain.
- 1988 :
  - Sarah Proud, joueuse de rugby à XV française.
  - Derrick Rose, basketteur américain. Champion du monde de basket-ball 2010 et 2014. (18 sélections en équipe nationale).
  - Magdaléna Rybáriková, joueuse de tennis slovaque.
- 1989 :
  - Carlon Brown, basketteur américain.
  - Tessa Worley, skieuse australo-française. Championne du monde de ski alpin par équipes et médaillée de bronze du slalom géant 2011 puis championne du monde de ski alpin du slalom géant 2013.
- 1990 :
  - Li Hang, joueur de snooker chinois.
  - Kévin Klinkenberg, volleyeur belge. (129 sélections en équipe nationale).
- 1993 :
  - Akila Dananjaya, joueur de cricket sri-lankais.
- 1995 :
  - Botic van de Zandschulp, joueur de tennis néerlandais.
- 1996 :
  - Antonio Blakeney, basketteur américain.
  - Lillie Keenan, cavalière américaine.
- 1997 :
  - Rémi Herman, rink hockeyeur français.
  - Jakub Piotrowski, footballeur polonais. (7 sélections en équipe nationale).
  - Nikola Vlašić, footballeur croate. (56 sélections en équipe nationale).
- 1998 :
  - Jannela Blonbou, handballeuse française. (1 sélection en équipe de France).
  - Mykola Chaparenko, footballeur ukrainien. (32 sélections en équipe nationale).
- 1999 :
  - Marcin Bułka, footballeur polonais. (1 sélection en équipe nationale).

### XXIesiècle
- 2001 :
  - Ilias Sebaoui, footballeur marocain.
- 2002 :
  - Uroš Drezgić, footballeur serbe.
  - Aster Vranckx, footballeur belge. (7 sélections en équipe nationale).
- 2003 :
  - Luciano Valente, footballeur italien.
- 2005 :
  - Noah Edjouma, footballeur français.

## Décès

### XXesièclede1901à1950
- 1917 :
  - Dave Gallaher, 43 ans, joueur de rugby à XV néo-zélandais. (6 sélections en équipe nationale). (° 30 octobre 1873).
- 1946 :
  - Barney Oldfield, pilote automobile américain. (° 3 juin 1878).

### XXesièclede1951à2000
- 1970 :
  - Emmanuel Aznar, 54 ans, footballeur français. (1 sélection en équipe de France). (° 23 décembre 1915).
- 1975 :
  - May Sutton, 89 ans, joueuse de tennis américaine. Victorieuse de l'US Open 1904 et des tournois de Wimbledon 1905 et 1907. (° 25 septembre 1886).
- 1980 :
  - Sihugo Green, 47 ans, joueur de basket-ball américain. Champion NBA en 1966 avec les Celtics de Boston. (° 20 août 1933).
  - László Szollás, 72 ans, patineur artistique hongrois. Champion du monde de patinage en couple en 1931, 1933, 1934 et 1935 puis vice-champion du monde en 1932. Champion d'Europe de la même discipline en 1934 et vice-champion d'Europe en 1930 et en 1931. Médaillé de bronze de patinage en couple lors des Jeux olympiques de 1932 et de 1936. (° 13 novembre 1907).
- 1983 :
  - Juan López Fontana, 75 ans, entraîneur de football uruguayen. Sélectionneur de l'Uruguay de 1946 à 1955 puis de 1957 à 1959 avec qui il remporte la Coupe du monde en 1950. Sélectionneur de l'Équateur entre 1959 et 1960. (° 15 mars 1908).
- 1984 :
  - Gabriel Marcillac, 80 ans, cycliste sur piste et sur route français. (° 9 août 1904).
  - Virgil Jacomini, 85 ans, rameur en aviron américain. Champion olympique du huit lors des Jeux d'été de 1920. (° 30 mai 1899).
- 1990 :
  - Waldemar Philippi, 61 ans, footballeur allemand. (° 13 avril 1929).
- 1992 :
  - Denny Hulme, 56 ans, pilote de F1 néo-zélandais. Champion du monde de Formule 1 1967. (8 victoires en Grand Prix). (° 18 juin 1936).
- 1993 :
  - Armando Fagarazzi, 71 ans, joueur de basket-ball italien. Vice-champion d'Europe en 1946. (° 16 juin 1922).
- 1996 :
  - Silvio Piola, 83 ans, footballeur puis entraîneur italien. Champion du monde de football 1938. (34 sélections en équipe nationale). Sélectionneur de l'équipe d'Italie de 1953 à 1954. (° 29 septembre 1913).

### XXIesiècle
- 2001 :
  - Georges Naisse, 87 ans, coureur cycliste français. (° 25 janvier 1914).
- 2004 :
  - Helmut Bantz, 83 ans, gymnaste artistique allemand. Champion olympique du saut de cheval lors des Jeux d'été de 1956. Vice-champion du monde du saut de cheval et aux barres parallèles en 1954 et champion d'Europe aux barres parallèles en 1955. (° 14 septembre 1921).
  - Raymond Wozniezko, 74 ans, footballeur français. (° 17 janvier 1930).
- 2006 :
  - Gunnar Åkerlund, 82 ans, kayakiste suédois. Champion olympique du K-2 sur 10 000 mètres lors des Jeux d'été de 1948 puis médaillé d'argent de la même discipline à Helsinki en 1952. Champion du monde en 1948 et en 1950 de la même discipline. (° 20 novembre 1923).
  - Don Thompson, 73 ans, athlète britannique. Champion olympique du 50 kilomètres marche lors des Jeux d'été de 1960. (° 20 janvier 1933).
- 2008 :
  - Henry Bath, 83 ans, joueur puis entraîneur de rugby à XIII. (° 28 novembre 1924).
- 2012 :
  - Erhard Wunderlich, 55 ans, handballeur allemand. Médaillé d'argent aux Jeux de Los Angeles 1984. Champion du monde de handball 1978. Vainqueur de la Ligue des champions 1983 et de la Coupe d'Europe des vainqueurs de coupe 1991. (140 sélections en équipe nationale). (° 14 décembre 1956).
- 2014 :
  - Fiodor Tcherenkov, 55 ans, footballeur soviétique. Médaillé de bronze aux Jeux olympiques d'été de 1980. (34 sélections en équipe nationale). (° 25 juillet 1959).
- 2015 :
  - Neal Walk, 67 ans, joueur de basket-ball américain. (° 29 juillet 1948).
  - Oganes Zanazanyan, 68 ans, footballeur puis entraîneur soviétique puis arménien. Médaillé de bronze aux Jeux olympiques d'été de 1972. (6 sélections en équipe nationale) (° 10 décembre 1946).
- 2017 :
  - Karel Kolář, 61 ans, athlète tchécoslovaque. Vice-champion d'Europe du 400 mètres et médaillé de bronze du relais 4 × 400 mètres en 1978. Champion d'Europe en salle du 400 mètres en 1979 puis vice-champion de la même discipline en 1980. (° 16 décembre 1955).
- 2018 :
  - José Lluís, 80 ans, joueur puis entraîneur de basket-ball espagnol. (° 13 décembre 1937).
  - Bert Romp, 59 ans, cavalier de saut d'obstacles néerlandais. Champion olympique de saut d'obstacles par équipe lors des Jeux d'été de 1992. (° 4 novembre 1958).
- 2021 :
  - Sergey Danilin, 61 ans, lugeur soviétique. Champion du monde en simple en 1981, vice-champion en 1983 et médaillé de bronze en 1987, 1989 et 1990. Vice-champion olympique en simple lors des Jeux d'hiver de 1984 puis champion d'Europe en 1986. (° 1er janvier 1960).
  - Zbigniew Pacelt, 70 ans, pentathlonien polonais. Champion du monde par équipes en 1977 et en 1978. (° 26 août 1951).
  - Valeriy Pidluzhny, 69 ans, athlète soviétique. Médaillé de bronze du saut en longueur lors des Jeux olympiques de 1980. Champion d'Europe de la même discipline en 1974 puis vice-champion du monde en salle en 1976 et en 1979. (° 22 août 1952).
- 2022 :
  - Jesús del Muro, 84 ans, footballeur puis entraîneur mexicain. (40 sélections en équipe nationale). (° 30 novembre 1937).
  - Dave Dryden, 81 ans, joueur de hockey sur glace canadien. (° 5 septembre 1941).
- 2023 :
  - Giánnis Ioannídis, 78 ans, joueur puis entraîneur de basket-ball grec. Sélectionneur de l'équipe de Grèce entre 1980 et 1981 puis de 2002 à 2003. (° 26 février 1945).